# Mislinjska Dobrava
Mislinjska Dobrava je naselje v Občini Slovenj Gradec.